# Заводи
Заводи — село в Україні, у Оскільській сільській територіальній громаді Ізюмського району Харківської області. До 2020 року до Заводської сільської ради відносилися також села Андріївка, Петропілля, Придонецьке і Співаківка.

## Географія
Село Заводи знаходиться в північно-західній частині Ізюмського району на правому березі річки Сіверський Донець, вище за течією на відстані 10 км розташоване село Петрівське, нижче за течією на відстані 4,5 км розташоване село Семенівка, на протилежному березі розташовано село Співаківка, на півдні межує з селом Барабашівка. За 3 км проходить автомобільна дорога Р79.

## Походження назви
На околицях села з 1720 року діяли солеварені заводи (варниці), це і дало назву селу.

## Історія
На території села знайдено поселення та кургани бронзової доби. 1804 рік — перша згадка хутора Заводського на правому березі річки Сіверський Донець, який дав початок цьому селу. Спочатку там було два хутори: Заводський і Середній (після Другої світової війни хутір Середній було приєднано до складу села Заводи).
Хутір Заводський населили жителі лівобережної слободи Заводи, яка, згідно з церковним істориком Філаретом Гумілевським, вперше згалується в 1723 році, і до сучасного села не має стосунку, бо увійшла до складу нинішнього села Співаківка. 
Під час революції 1905-1907 років жителі Співаківки та Заводів під впливом політичної агітації захоплювали поміщицьке майно.. У 1905 році селяни виступили проти місцевого поміщика, організаторами виступу були Г. П. Глазенко, М. Ф. Лукашов, С. І. Удовиченко. В січні 1906 року селяни рубали ліс, що належав багатіям.
Радянська окупація була встановлена у грудні 1917 року. Навесні 1919 була утворена комуна. В селі перебували денікінці, вони скарали на смерть організаторів комуни.
Як і у більшості сіл Ізюмського району тут померло чимало людей під час голодомору 1932—1933 років.
В роки Другої світової війни на фронти з села пішло 172 чоловіки, не повернулося 116 чоловік. Загиблим воїнам у селі побудована братська могила..
28 червня 1950 року артілі ім. Будьонного, «Перше травня» і «10 років ЛКСМУ» об'єдналися в один колгосп «Перше травня». 18 лютого 1953 артілі «Перше травня» та «Шлях до соціалізму» об'єдналися в один колгосп «Зоря комунізму». В 1954 році утворено Заводську сільську раду. В 1956 році село радіофіковане, а в 1965 село повністю електрифіковане. З 1991 по 1993 газифіковане. В 1964 на кам'яному кар'єрі почали видобувати щебінь для будівництва доріг.
Між 1967 та 1976 роми до складу села Заводи було приєднане сусіднє село Середнє.
12 червня 2020 року, розпорядженням Кабінету Міністрів України № 725-р «Про визначення адміністративних центрів та затвердження територій територіальних громад Харківської області», увійшло до складу Оскільської сільської територіальної громади.
19 липня 2020 року, в результаті адміністративно-територіальної реформи та ліквідації Ізюмського району (1923—2020), село увійшло до складу новоутвореного Ізюмського району..
Російське вторгнення в Україну 2022
Станом на 7 липня село захоплене російськими окупантами. На даний момент у селі нема нікого з цивільних осіб, адже люди повиїзджали до сусіднього села, через постійні обстріли з боку РФ
11 вересня село було звільнено Збройними силами України

## Населення
Згідно з переписом УРСР 1989 року чисельність наявного населення села становила 504 особи, з яких 223 чоловіки та 281 жінка.
За переписом населення України 2001 року в селі мешкала 501 особа.

### Мова
Розподіл населення за рідною мовою за даними перепису 2001 року:
| Мова       | Відсоток |
| ---------- | -------- |
| українська | 90,89 %  |
| російська  | 8,53 %   |
| інші       | 0,58 %   |

## Сьогодення
У селі побудовані пошта, амбулаторія загальної практики та сімейної медицини, магазин, Будинок культури та бібліотека. Землі на території Заводської сільської ради оброблює агрофірма «ЮГ-М». У селі знаходиться контора від фірми «ЮГ-М», тракторна бригада, тік, ферма.

## Відомі мешканці
- Зарудний Митрофан Іванович, російський юрист і письменник 19-го століття.